# Валері Джарретт
Валері Джарретт (англ. Valerie Bowman Jarrett нар. 14 листопада 1956 (68 років), Шираз, Шаханшахска Держава Іран) — американська політична діячка, член Демократичної партії США.
Народилася в Ірані, де її батьки-американці очолювали дитячу лікарню.
Закінчила Стенфордський університет (1978, бакалавр психології).
Ступінь доктора юриспруденції отримала у школі права Мічиганського університету у 1981 році.
З 20.01.2009 — одна з трьох старших радників президента США Барака Обами.
Стверджують, що вона «дружить з Бараком і (його дружиною) Мішель уже дуже багато років, ще відтоді, коли вони жили в Чикаго» .
- Її донька Лора посіла третє місце «у десятці» найстильніших дівчат 2008 року за версією американського журналу " Vogue "[8] .